# 코너 레슬리
코너 레슬리(영어: Conor Leslie, 1991년 4월 10일 ~ )는 미국의 배우이다. DC 코믹스 원작의 드라마 《타이탄스》에서 원더걸 도나 트로이 역으로 캐스팅되었다.

## 출연 작품
- 《더티 뷰티풀》
- 《캠퍼스 코드》 - 그레타 역
- 《샷 파이어드》
- 《시카다 3301》 - 그웬 역